# Haplochromis sp. nov. 'backflash cryptodon'
Haplochromis sp. nov.  'backflash cryptodon é uma espécie de peixe da família Cichlidae.
É endémica do Uganda.